# سهره جنگلی آبی گران کاناری
سهره جنگلی آبی گران کاناری (نام علمی: Fringilla polatzeki) یکی از گونه‌های پرنده گنجشک‌سان از تیرهٔ سهرگان راستین (Fringillidae) و بومی گرن کاناریا در جزایر قناری اسپانیا است.

## در خطر انقراض
سهره جنگلی آبی جزایر قناری یکی از پرندگان در معرض خطر انقراض روی کره زمین است. برخلاف سهره جنگلی آبی تنریف، که پراکنش بسیار گسترده‌تری دارد و در مقایسه با جمعیت گونه‌های آن جزیره، سهرهٔ جنگلی آبی گران کاناری جمعیت بسیار کمتری دارد و محدود به منطقه جنگل‌های کاج اوجدا، ایناگوا و پاژونالس است.